# نزار ساسي
نزار ساسي (بالفرنسية: Nizar Sassi) (ولد في 1 أغسطس 1979) هو مواطن فرنسي احتجزته الولايات المتحدة في القاعدة البحرية الأمريكية في خليج غوانتانامو في كوبا. وكان رقم الاعتقال التسلسلي الخاص به 325.
نُقل نزار إلى معتقل غوانتانامو في عام 2002، وتم إعادته إلى فرنسا في 27 يوليو 2004.
حيث بقي محتجزًا في فرنسا حتى 9 يناير 2006، وعلى الرغم من أن الأصل أدين في فرنسا، لكن المحكمة حكمت ببراءته في فبراير 2009.
ووفقا لشقيقه أيمن أنه كان قد سافر إلى باكستان لتعلم اللغة العربية. بينما تقول السلطات الأمنية أنه سافر إلى أفغانستان في عام 2001 للانضمام لتنظيم القاعدة.
نزار ساسي وأربعة رجال آخرين تمت محاكمتهم بتهمة الإرهاب عند عودتهم إلى فرنسا. ولكنهم حصلوا على البراءة بسبب استجوابهم من قبل مسؤولي الاستخبارات، وهم غير مخولين بالاستجواب، فاعتبرت المحكمة أن الإجراءات غير قانونية، وفي 17 فبراير 2010 أمرت محكمة النقض بإعادة محاكمة الرجال الخمسة.